# Энд-зона (американский футбол)

Расположение энд-зон на поле. Они обозначена надписью Endzone. Оранжево-красным цветом выделены рэд-зоны.

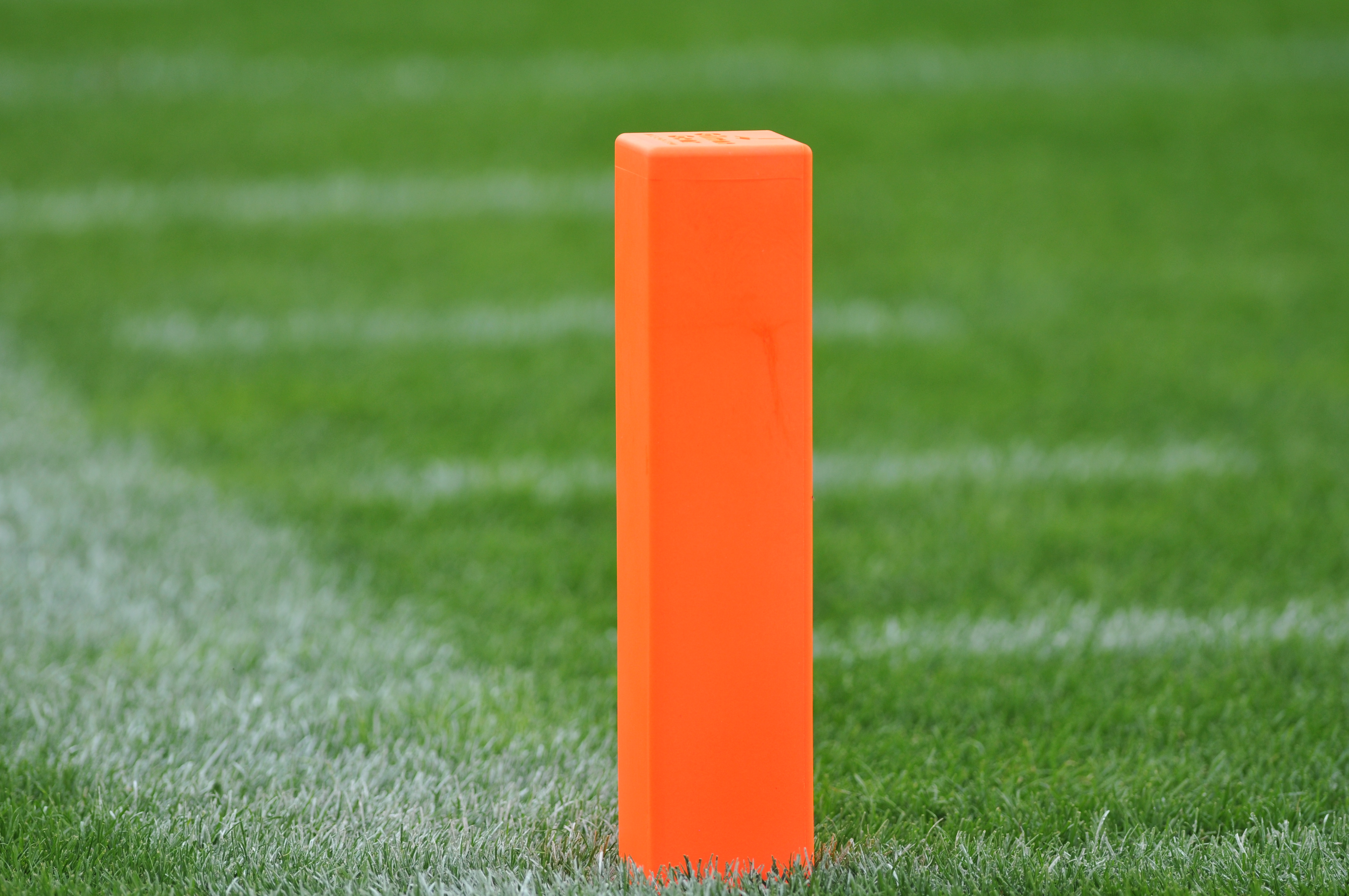
Пилоны ограничивающие энд-зоны.

Энд-зона или Зачётная зона (англ. End zone) в американском и канадском футболе — место, где команды чаще всего набирают очки. Зачётная зона находится в каждом конце поля. Специальные пилоны ограничивают зону в каждом из её углов. В канадском футболе используются термины мёртвая линия (англ. Dead Line) и область цели (англ. Goal Area). Подобные зоны используются в регби для определения попытки.

## История
Зачётная зона была изобретена после того, как пас вперёд был разрешён, до этого игроку для тачдауна надо было коснуться линии в конце поля. В начале истории, пас (или пант) из поле в зачётную зону, или пас (и пант) из зачётной зоны в поле, считался нарушением. Если это пас из зачётной зоны, это считалось сейфти. В итоге, если команды находилась на своей 1-ярдовой линии, это почти всегда приводило к сейфти. В конце концов, был достигнут компромисс: 12 ярдов конечной зоны были добавлены к каждому концу поля, но взамен игровое поле было сокращено с 110 ярдов до 100, в результате чего физический размер поля был лишь немного длиннее, чем раньше. Первоначальные ворота для филд гола находились на линиях между полем и энд-зоной, но после того, как они начали мешать игре, они вернулись к дальним границам энд-зоны в 1927 году. В 1933 году Национальная футбольная лига снова переместила стойки ворот в начало, а затем снова вернула в конец в 1974 году.
Длина зачётной зоны:
- американский футбол — 10 ярдов
- канадский футбол — 20 ярдов

## Возможный набор очков
В американском и канадском футболе, в зачётной зоне можно сделать следующий набор очков:
- Тачдаун — нужно поймать мяч в зачётной зоне или внести его в зачётную зону. То же самое касается двух-очковой попытки.
- Сейфти — мяч стал мёртвым (то есть розыгрыш закончился в зачётной зоне) в зачётной зоне нападения.
- Сингл (присутствует только в канадском футболе) — мяч, после панта, остановился в чужой зачётной зоне или игрок поймал мяч в своей зоне, но был остановлен до того, как выбежал из неё.